# John Anders Gaustad
John Anders Gaustad (* 29. Februar 1980) ist ein ehemaliger norwegischer Skilangläufer.

## Werdegang
Gaustad, der für den Hamar SK startete, lief im Januar 2001 in Gjøvik sein erstes Rennen im Continental-Cup, das er auf dem 39. Platz über 10 km klassisch beendete. In der Saison 2003/04 erreichte er in Östersund mit dem dritten Platz im Skiathlon seine erste Podestplatzierung und Platz eins in Hommelvik über 15 km Freistil seinen ersten Sieg im Continental-Cup. Sein Debüt im Weltcup hatte er im Februar 2004 in Oslo, das er auf dem 64. Platz über 50 km Freistil beendete. In der Saison 2004/05 holte er drei Siege im Scandinavian Cup und gewann damit die Gesamtwertung. Im März 2005 erzielte er in Lahti mit dem 23. Platz über 15 km Freistil seine ersten Weltcuppunkte. In der Saison 2005/06 kam er im Weltcup achtmal in die Punkteränge, davon fünfmal unter die ersten Zehn. Im Scandinavian Cup siegte er in Haanja über 10 km Freistil. Er erreichte damit den 28. Platz im Gesamtweltcup, den 16. Rang im Distanzweltcup und den sechsten Platz in der Gesamtwertung des Scandinavian Cups. In der Saison 2007/08 errang er mit fünf Top-Zehn-Platzierungen, darunter Platz drei in Tolga und Platz eins in Vuokatti jeweils über 15 km Freistil den dritten Platz in der Scandinavian-Cup-Gesamtwertung. In seiner letzten aktiven Saison 2009/10 erreichte er in Beitostølen mit dem fünften Platz über 15 km Freistil sein bestes Ergebnis im Weltcupeinzel. Sein letztes Weltcuprennen lief er im Dezember 2009 in Davos, welches er auf dem 46. Platz über 15 km Freistil beendete.

## Siege bei Continental-Cup-Rennen
| Nr. | Datum             | Ort        | Disziplin       | Serie            |
| --- | ----------------- | ---------- | --------------- | ---------------- |
| 1.  | 15. Februar 2004  | Hommelvik  | 15 km Freistil  | Continental-Cup  |
| 2.  | 11. Dezember 2004 | Veldre     | 15 km klassisch | Scandinavian Cup |
| 3.  | 20. Februar 2005  | Sundsvall  | 30 km Skiathlon | Scandinavian Cup |
| 4.  | 27. Februar 2005  | Lapinlahti | 15 km Freistil  | Scandinavian Cup |
| 5.  | 11. Februar 2006  | Haanja     | 10 km Freistil  | Scandinavian Cup |
| 6.  | 16. Dezember 2007 | Vuokatti   | 15 km Freistil  | Scandinavian Cup |